# Rauma-klass
Rauma-klass är en fartygsklass bestående av robotbåtar används av Finlands marin. Fartygen byggdes 1990-1992 vid Hollmings varv i Raumo (från 1991 Finnyards). Fartygen är byggda i aluminium och har designats med begränsad smygmöjlighet i åtanke. Fartygen är beväpnade för snabba stridsuppdrag och ubåtsjakt.

## Fartyg av klassen
- Rauma (70): byggdes vid Hollmings varv i Raumo och togs i bruk den 18 maj 1990. Den har fått sitt namn efter den finländska staden Raumo.
- Raahe (71): sjösattes den 20 augusti 1991 vid Finnyards (tidigare Hollmings varv) i Raumo. Den har fått sitt namn efter staden Brahestad.
- Porvoo (72): sjösattes den 27 april 1992 vid Finnyards varv i Raumo. Den har fått sitt namn efter staden Borgå.
- Naantali (73): sjösattes den 23 juni 1992 vid Finnyards varv i Raumo. Den har fått sitt namn efter staden Nådendal.

Alla fartyg är i aktiv tjänst och har sin hemmabas i Pansio.

## Data
- Typ: Snabbt attackfartyg
- Varv: F.W. Hollming Oy, från 1991 Finnyards, Raumo, Finland
- Deplacement: 248 ton
- Längd: 48,5 m
- Bredd: 8 m
- Djupgående: 1,5 m
- Framdrift: 2 × MTU 16V 538 TB 93 sjödieslar (2×3 300 kW, sammanlagt 6 600 kW)
- Hastighet: 34 knop
- Besättning: 19
- Ledning/eldledning: Saab 9LV, radarsikte Saab CEROS 200
- Bestyckning: 
  - 1 × 40 mm allmålskanon
  - 2 × 12,7 mm ksp
  - 6 × ItO 91 SAM eller 2 × 2×23 mm lv-kanoner
  - 6 × Saab RBS-15M SSM
  - 4 × LLS-920-antiubåtsgranatkastare
sjunkbomber